# Storytelling (livre)
Pour les articles homonymes, voir Storytelling.
Storytelling est un essai de Christian Salmon publié en 2007, et sous-titré La machine à fabriquer des histoires et à formater les esprits.
Cet essai traite de la nouvelle « arme de distraction massive » : la méthode marketing qui consiste à raconter des histoires pour influencer le consommateur — ou l'électeur.
La réflexion porte sur la mutation de la propagande (publicitaire, politique, etc.). Selon l'auteur, cette dernière consiste à standardiser de plus en plus les réactions des « consommateurs » en rendant floue la limite entre le réel et la fiction, et entre le vrai et le faux.

## Critiques
(novembre 2024).
- Si vous ne connaissez pas le sujet, laissez ce bandeau (vous pouvez alors contacter les auteurs).
- Si vous supprimez le contenu mis en cause (vous pouvez préalablement contacter les auteurs),

argumentez précisément cette suppression dans la page de discussion
(un manque de référence n'est pas un argument ; une recherche réelle de référence doit avoir été effectuée, être formellement documentée).
Le storytelling de Christian Salmon traite de l’histoire du storytelling. Il le définit et énumère différents exemples. En effet, le storytelling est le fait de raconter une histoire afin de mieux vendre un produit car le client pense tout connaître et donc effectuer un achat en toute connaissance du produit. De plus le storytelling touche tous les secteurs : politique avec les « spin doctors », économique avec les grands gourous du management et du marketing… Cependant l’auteur critique beaucoup la politique américaine avec notamment principalement Reagan, Clinton et Bush junior ; mais aussi il critique beaucoup les grandes entreprises et la mondialisation. 
Mais le thème est très intéressant et fait réfléchir sur beaucoup de publicités ou de discours et on se rend compte que certaines choses nous sont cachées même s'il faut arriver à juger quels exemples sont les plus pertinents et les plus possibles. 
Ce livre est le fruit d’une enquête sur les nouveaux usages du récit dans des domaines aussi divers que le management, le marketing, la communication politique et institutionnelle, l’ingénierie des informations – et leurs applications dans le domaine civil et militaire.  
1. Au niveau microéconomique de l'entreprise, le storytelling est investi par les techniques de production (« storytelling management ») et de vente (« branding narratif ») qui permettent de produire, de transformer et de distribuer des marchandises.  Ce sont des pratiques de configuration concrète des conduites : apprentissage, adaptation, formation, guidage et contrôle des individus.
2. Au niveau idéologico-politique, les récits sont utilisés pour capter l'attention, crédibiliser l'action des gouvernants, conquérir le pouvoir, etc. L'objectif est d'engager les masses, de synchroniser et de mobiliser les individus et les émotions.
3. Au niveau individuel enfin, le succès des blogs fournit un exemple frappant de cet engouement pour les histoires. Selon Pew Internet & American Life Project, 77 % des blogueurs n'ont d'autre motivation que de raconter leur histoire.